# Квинт Сулпиций Камерин Корнут (трибун 402 пр.н.е.)
Вижте пояснителната страница за други личности с името Квинт Сулпиций Камерин Корнут.
Квинт Сулпиций Камерин Корнут (на латински: Quintus Sulpicius Camerinus Cornutus) e римски политик.
Син е на Сервий Сулпиций Камерин Корнут (консул 461 пр.н.е.) и баща на Сервий Сулпиций Камерин (суфектконсул 393 и трибун 391 пр.н.е.).
През 402 пр.н.е. и 398 пр.н.е. Квинт е консулски военен трибун.